# Tiago Geronimi

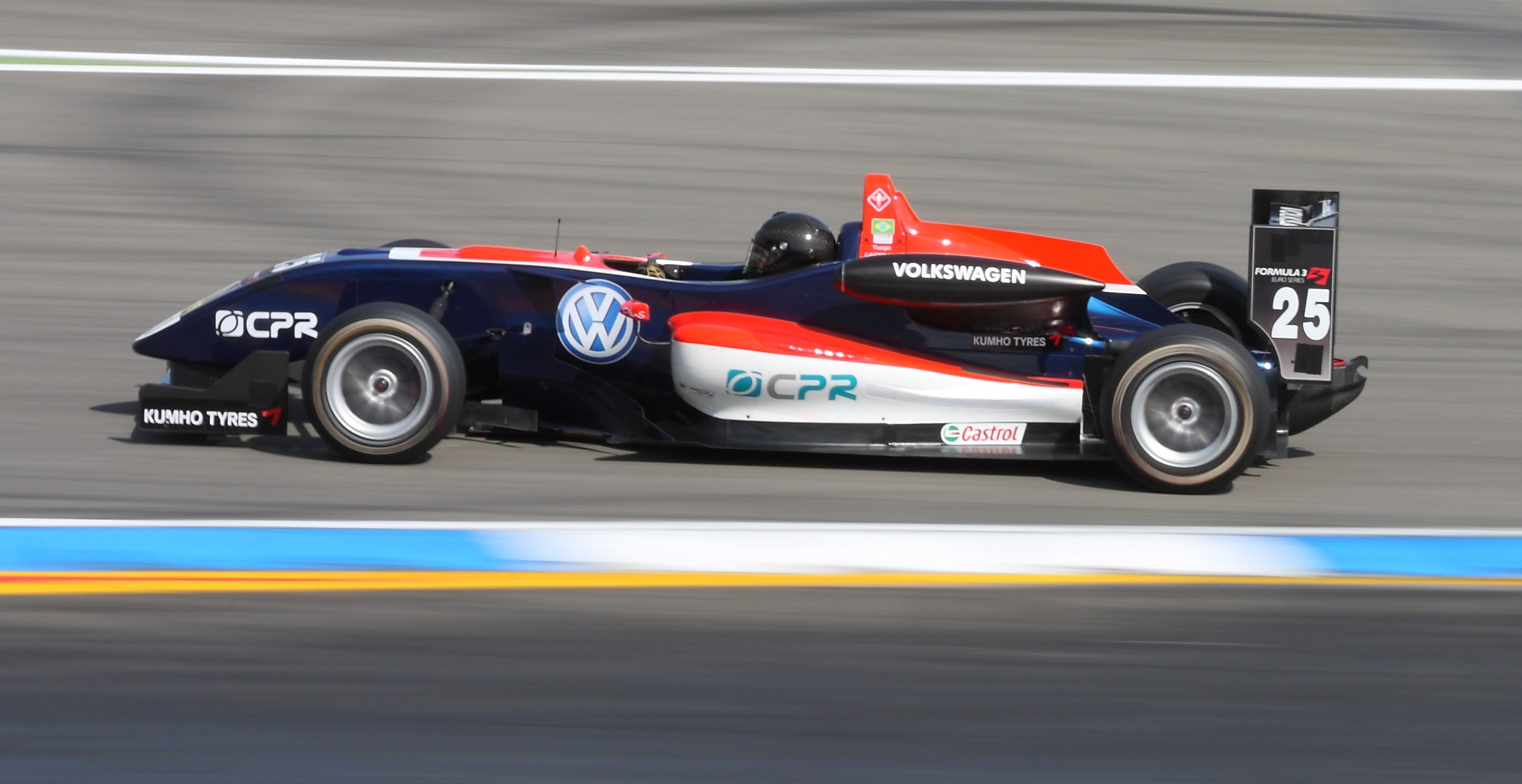
Tiago Geronimi pilotando um carro de corrida.

Tiago Geronimi (Lorena, 27 de novembro de 1988) é um piloto brasileiro de automobilismo. Atualmente  compete na Copa Montana.
Seu carro, de número 25, foi um dos envolvidos no acidente que vitimou o paulista Gustavo Sondermann durante uma etapa da Copa Montana em 3 de abril de 2011.